# Os tibiale externum
Het os tibiale externum (ook os naviculare accessorium of os naviculare secundarium) is een accessoir voetwortelbeentje dat vaak als extra ossificatiepunt ontstaat gedurende de embryonale ontwikkeling.

## Ligging en anatomische relatie
Os tibiale externum (met "externum" hier in de betekenis van mediaal gelegen) is de term die gebruikt wordt voor botjes bij de tuberositas van het os naviculare, dicht bij de pees van de musculus tibialis posterior. Het botje werd voor het eerst beschreven in 1605 door Bauhin. Ondanks de overeenkomstige ligging, is het niet gelijk aan het os sesamoideum tibialis posterioris. Het is meestal achter de tuberositas van het os naviculare gepositioneerd, soms mediaal ervan. Tot dusverre zijn drie verschillende types van het os tibiale externum beschreven. Type I is een waar sesambeentje, type II oogt als een niet-gefuseerd ossificatiepunt. Als het met het os naviculare gefuseerd is, wordt het os naviculare cornutum of scaphoïde débordant genoemd; dit is een os naviculare accessorium type III.

## Prevalentie

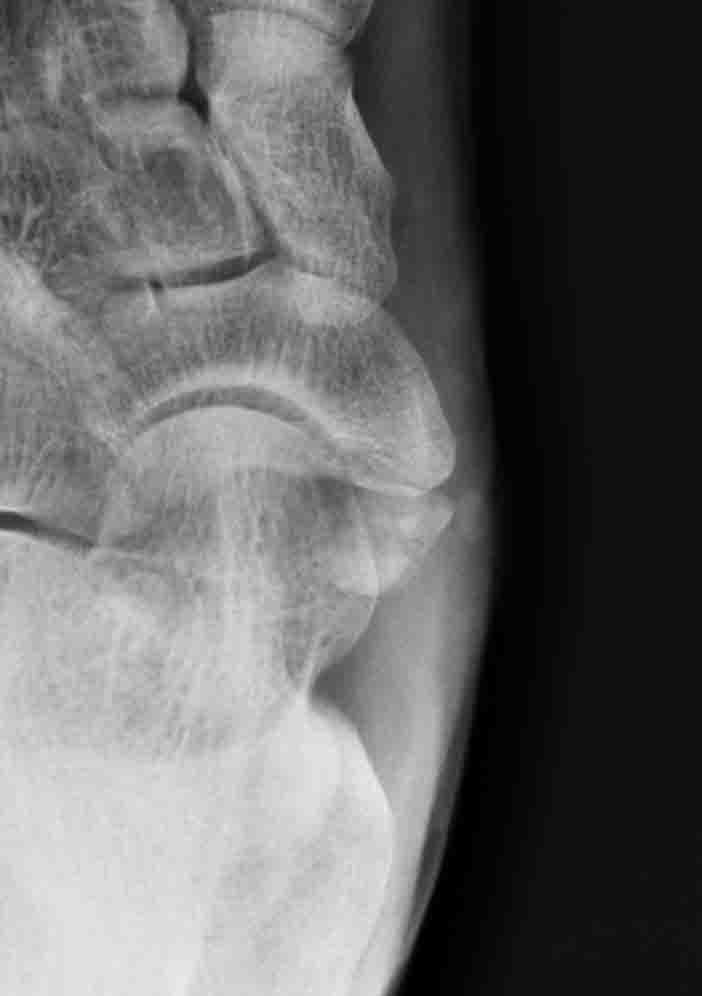
Os tibiale externum

Het os tibiale externum is met een voorkomen van 4-21% het meest frequent voorkomende extra voetwortelbeentje, alhoewel die status ook vaak aan het os sesamoideum peronaeum of het os trigonum gegeven wordt. In een radiologische studie onder 3460 individuen bleken 733 van hen een os tibiale externum te hebben, wat een prevalentie van 21,3% geeft. Het botje kwam in deze studie iets vaker voor bij vrouwen dan bij mannen. Het os naviculare accessorium type II is met een prevalentie van 2-12% het meest voorkomende subtype van het os tibiale externum.

## Klinische relevantie
Op röntgenfoto's wordt een os tibiale externum als incidentele bevinding soms onterecht aangemerkt als afwijkend, losliggend botdeel of als fractuur. Met name verwarring met een avulsiefractuur van de tuberositas van het os naviculare treedt geregeld op. Een os tibiale externum is meestal groter en heeft een gladder botoppervlak dan een ware avulsiefractuur. Een groot os tibiale externum wordt soms verward met een os sustentaculum tali. Een os tibiale externum bipartitum is een zeldzame vorm van een os tibiale externum dat uit twee delen bestaat.
Het os tibiale externum geeft geregeld pijnklachten,, wat waarschijnlijk veroorzaakt wordt door osteonecrose van het botje en wat vaker voorkomt bij vrouwen. Degeneratie van het botje en omliggend kraakbeen- en steunweefsel kan zich presenteren als een scheur in de pees van de musculus tibialis posterior. Disfunctie van deze pees blijkt geassocieerd met een hogere prevalentie van een os tibiale externum dan in de algemene populatie.
Het os tibiale externum wordt ook gezien als oorzaak van platvoeten.
Volgens sommige artsen behoeft de meerderheid van de symptomatische gevallen van een os tibiale externum chirurgische verwijdering.